# Enio
Enio (greaca veche: Ἐνυώ) a fost o zeiță a războiului, fiind o aliată al lui Ares. Ea este, de asemenea, considerată sora lui Ares, fiind una dintre fiicele lui Zeus și a Herei.